# Alexina Duchamp
Alexina Sattler, coniugata Duchamp, nota come Teeny, (Cincinnati, 6 gennaio 1906 – Parigi, 20 dicembre 1995), è stata una mercante d'arte statunitense, sposata con l'artista e scacchista Marcel Duchamp.
Nacque a Cincinnati in Ohio nel 1906. Figlia più giovane di un importante chirurgo, il dott. Robert Sattler, Alexina venne soprannominata "Teeny" da sua madre a causa del suo basso peso alla nascita.
Nel 1921 si trasferì a Parigi per studiare arte e, nel 1923, incontrò Marcel Duchamp per la prima volta ad un ballo. Nel 1929 Teeny sposò Pierre Matisse, il figlio più giovane di Henri Matisse, il pittore fauvista. Ebbero tre figli: Jacqueline "Jackie", Paul e Peter. Nel 1949 Pierre e Teeny si separarono per il tradimento di Pierre con Patricia Matta, l'ex moglie di Roberto. In seguito al divorzio lei ricevette molti dipinti dell'ex marito.
Lavorò per un periodo come agente / broker per artisti come Constantin Brâncuși e Joan Miró.
Nell'autunno del 1951 fu invitata da Dorothea Tanning per un'escursione nel fine settimana, durante la quale incontrò di nuovo Marcel Duchamp e iniziò con lui una relazione. Erano entrambi accaniti giocatori di scacchi. Teeny e Duchamp si sposarono a New York il 16 gennaio 1954. Rimasero insieme fino alla morte di lui, avvenuta nel 1968.
Dopo la morte di Duchamp, Alexina si trasferì a Villiers-sous-Grez, vicino a Parigi. Si occupò della raccolta di molti documenti relativi a suo marito, pur continuando a mantenere stretti rapporti con Jasper Johns, Richard Hamilton, John Cage e Merce Cunningham. Contribuì alla collezione permanente Duchamp presso il Museo dell'Arte di Filadelfia, la più grande al mondo.